# Ennearthron laricinum
Ennearthron laricinum är en skalbaggsart som först beskrevs av Mellié 1848.  Ennearthron laricinum ingår i släktet Ennearthron, och familjen trädsvampborrare. Enligt den svenska rödlistan är arten nära hotad i Sverige. Arten förekommer i Götaland, Svealand, Nedre Norrland och Övre Norrland. Artens livsmiljö är skogslandskap.